# Alex (Oklahoma)
Alex és un poble dels Estats Units a l'estat d'Oklahoma. Segons el cens del 2000 tenia 635 habitants.

## Demografia
Segons el cens del 2000, Alex tenia 635 habitants, 254 habitatges, i 179 famílies. La densitat de població era de 36,8 habitants per km².
Dels 254 habitatges en un 29,9% hi vivien nens de menys de 18 anys, en un 56,3% hi vivien parelles casades, en un 11,8% dones solteres, i en un 29,5% no eren unitats familiars. En el 26,4% dels habitatges hi vivien persones soles el 14,2% de les quals corresponia a persones de 65 anys o més que vivien soles. El nombre mitjà de persones vivint en cada habitatge era de 2,5 i el nombre mitjà de persones que vivien en cada família era de 2,97.
Per edats la població es repartia de la següent manera: un 27,2% tenia menys de 18 anys, un 8,2% entre 18 i 24, un 24,6% entre 25 i 44, un 22,7% de 45 a 60 i un 17,3% 65 anys o més.
L'edat mediana era de 38 anys. Per cada 100 dones de 18 o més anys hi havia 88,6 homes.
La renda mediana per habitatge era de 27.353 $ i la renda mediana per família de 31.364 $. Els homes tenien una renda mediana de 29.750 $ mentre que les dones 21.563 $. La renda per capita de la població era de 13.455 $. Entorn del 15,1% de les famílies i el 18,5% de la població estaven per davall del llindar de pobresa.

## Poblacions més properes
El següent diagrama mostra les poblacions més properes.